# Williamsville (Misuri)
Williamsville es una ciudad ubicada en el condado de Wayne en el estado estadounidense de Misuri. En el Censo de 2010 tenía una población de 342 habitantes y una densidad poblacional de 408,81 personas por km².

## Geografía
Williamsville se encuentra ubicada en las coordenadas 36°58′25″N 90°32′52″O / 36.97361, -90.54778. Según la Oficina del Censo de los Estados Unidos, Williamsville tiene una superficie total de 0.84 km², de la cual 0.84 km² corresponden a tierra firme y (0%) 0 km² es agua.

## Demografía
Según el censo de 2010, había 342 personas residiendo en Williamsville. La densidad de población era de 408,81 hab./km². De los 342 habitantes, Williamsville estaba compuesto por el 98.25% blancos, el 0.29% eran afroamericanos, el 0.29% eran amerindios, el 0% eran asiáticos, el 0% eran isleños del Pacífico, el 0% eran de otras razas y el 1.17% pertenecían a dos o más razas. Del total de la población el 0.88% eran hispanos o latinos de cualquier raza.